# Montouto (Fluss)
Der Montouto ist ein Fluss in Spanien, der durch die autonomen Regionen Asturien fließt.

## Geographie
Der Montouto entspringt nahe dem Weiler Folgueiras, in der Gemeinde Vegadeo. Er mündet in den Rio Suarón.

### Nebenflüsse
Mehrere kleinere, namenlose Bäche speisen den Montouto.

### Flora und Fauna
Der Fluss ist bei den Sportfischern bekannt für seine reichen Vorkommen von Lachsen und Forellen, Flusskrebsen sowie anderen begehrten Edelfischen.
Im nur ca. 3 km entfernten Mündungsgebiet des Río Suarón befindet sich der Naturpark Reserva Natural Parcial de la Ría del Eo.

### Orte am Rio Montouto
- Folgueiras 43° 25′ N, 7° 1′ W
- Coba 43° 26′ N, 7° 2′ W
- Montouto 43° 26′ N, 7° 2′ W
- Vega de Villar 43° 27′ N, 7° 2′ W
- Villameitide 43° 27′ N, 7° 2′ W